# Nierówność Karamaty
Nierówność Karamaty - nierówność w matematyce nazwana imieniem jugosłowiańskiego matematyka Jovana Karamaty.

## Treść twierdzenia

### Definicje wstępne
Niech dane będą dwa ciągi liczb rzeczywistych {\displaystyle X=(x_{1},x_{2},\ldots ,x_{n}),Y=(y_{1},y_{2},\ldots ,y_{n})}. Jeśli są one nierosnące, a ponadto zachodzą nierówności {\displaystyle x_{1}+x_{2}+\ldots +x_{k}\geqslant y_{1}+y_{2}+\ldots +y_{k}} dla {\displaystyle k\in \{1,2,\ldots ,n-1\}} oraz równość {\displaystyle x_{1}+x_{2}+\ldots +x_{n}=y_{1}+y_{2}+\ldots +y_{n}}, to powiemy, że ciąg {\displaystyle X} majoryzuje ciąg {\displaystyle Y} i będziemy ten fakt oznaczali symbolem {\displaystyle Y\prec X.}

### Nierówność Karamaty
Niech {\displaystyle f:(a,b)\to \mathbb {R} } będzie funkcją wypukłą, {\displaystyle x_{1},x_{2},\ldots ,x_{n},y_{1},y_{2},\ldots ,y_{n}\in (a,b)}, a ponadto {\displaystyle Y=(y_{1},\ldots ,y_{n})\prec X=(x_{1},\ldots ,x_{n})}. Wówczas zachodzi nierówność
{\displaystyle f(x_{1})+f(x_{2})+\ldots +f(x_{n})\geqslant f(y_{1})+f(y_{2})+\ldots +f(y_{n}).}

## Dowód
Lemat: Jeśli {\displaystyle f} jest funkcją wypukłą, to dla {\displaystyle x<y<z} należących do jej dziedziny zachodzą nierówności
{\displaystyle {\frac {f(y)-f(x)}{y-x}}\leqslant {\frac {f(z)-f(x)}{z-x}}\leqslant {\frac {f(z)-f(y)}{z-y}}.}
Dowód lematu:
Ponieważ {\displaystyle f} jest funkcją wypukłą, więc z nierówności Jensena zachodzi
{\displaystyle f(y)=f\left({\frac {y-x}{z-x}}\cdot z+{\frac {z-y}{z-x}}\cdot x\right)\leqslant {\frac {y-x}{z-x}}\cdot f(z)+{\frac {z-y}{z-x}}\cdot f(x),}
co po obustronnym przemnożeniu przez {\displaystyle z-x} można doprowadzić do postaci
{\displaystyle (z-y)(f(z)-f(x))\leqslant (z-x)(f(z)-f(y)),}
która jest równoważna nierówności {\displaystyle {\frac {f(z)-f(x)}{z-x}}\leqslant {\frac {f(z)-f(y)}{z-y}}.}
Lewą nierówność udowadniamy analogicznie, przez sprowadzenie początkowej nierówności do postaci
{\displaystyle (z-x)(f(y)-f(x))\leqslant (y-x)(f(z)-f(x)).}
Dowód właściwego twierdzenia:
Bez straty ogólności możemy założyć, że {\displaystyle f(x_{k})\neq f(y_{k})} dla {\displaystyle k=1,2,\ldots ,n}. W przeciwnym razie bowiem wystarczyłoby stronami odjąć wyrażenia {\displaystyle f(x_{k})} i {\displaystyle f(y_{k})}. Wprowadźmy oznaczenia {\displaystyle D_{k}={\frac {f(x_{k})-f(y_{k})}{x_{k}-y_{k}}},} {\displaystyle X_{k}=\sum _{i=1}^{k}x_{i}} oraz {\displaystyle Y_{k}=\sum _{i=1}^{k}y_{i}.} Korzystając z przekształcenia Abela otrzymujemy
{\displaystyle \sum _{k=1}^{n}(f(x_{k})-f(y_{k}))=\sum _{k=1}^{n}(x_{k}-y_{k})D_{k}=\sum _{k=1}^{n-1}(X_{k}-Y_{k})(D_{k}-D_{k+1})+(X_{n}-Y_{n})D_{n}.}
W takim razie {\displaystyle \sum _{k=1}^{n}(f(x_{k})-f(y_{k}))\geqslant 0,} ponieważ na mocy lematu {\displaystyle D_{k}-D_{k+1}\geqslant 0,} a ponadto  {\displaystyle X_{k}\geqslant Y_{k}}, gdyż {\displaystyle Y\prec X,} więc wszystkie składniki prawej strony są dodatnie.